# Arrondissement de Werra-Meissner
L’arrondissement de Werra-Meissner est un arrondissement (Landkreis en allemand) de Hesse (Allemagne) situé dans le district (Regierungsbezirk en allemand) de Cassel.
Son chef-lieu est Eschwege.

## Situation géographique
L'arrondissement de Werra-Meissner est situé au nord de la Hesse. Le territoire est montagneux, les plus hauts sommets du nord-est du Land se trouvent ici. (Hoher Meißner 753,6 m)

## Villes, communes et communautés d'administration
(nombre d'habitants au 31/12/2008)

Découpage de l’arrondissement en communes

| Villes - 1. Bad Sooden-Allendorf (8 544) - 2. Eschwege (20 153) - 3. Großalmerode (7 021) - 4. Hessisch Lichtenau (12 812) - 5. Sontra (8 156) - 6. Waldkappel (4 709) - 7. Wanfried (4 274) - 8. Witzenhausen (15 549) | Communes - 1. Berkatal (1 704) - 2. Herleshausen (2 993) - 3. Meinhard (5 020) - 4. Meißner (3 244) - 5. Neu-Eichenberg (1 863) - 6. Ringgau (3 202) - 7. Wehretal (5 347) - 8. Weißenborn (1.141) Région sans commune - 1. Gutsbezirk Kaufunger Wald |